# Niphadonyx limnophilus
Niphadonyx limnophilus – gatunek chrząszcza z rodziny ryjkowcowatych i podrodziny Molytinae.
Gatunek ten opisany został w 2013 roku przez Massimo Meregalliego. Prawdopodobnie blisko spokrewniony z N. affinis i N. przewalskyi.
Chrząszcz o owalnym, ciemnoceglastym ciele długości (bez ryjka) 7,57 mm i ryjku długości 1,74 mm i największej szerokości 0,72 mm. Powierzchnia ciała z rzadko rozmieszczonymi, krótkimi i sterczącymi szczecinkami, osadzonymi na brzegach punktów. Gęsto i dość regularnie punktowane przedplecze jest w obrysie prawie kwadratowe. Pokrywy z wyraźnymi, małymi punktami w rzędach, grubymi, drobnymi, połyskującymi ziarenkami na parzystych międzyrzędach oraz drobnym punktowaniem na międzyrzędach nieparzystych. Odnóża mają prawie niewidoczne ząbki na pazurkach. Samiec odznacza się edeagusem zaokrąglonym na wierzchołku i o blaszce zwężonej ku przodowi.
Ryjkowiec znany z chińskiego Tybetu, z okolic jeziora Rawu.